# Belgium Red Giants
De Belgium Red Giants is Belgische nationale selectie van G-Hockey spelers. Ze bestaat uit 2 ploegen die op verschillende niveaus deelnemen aan internationale parahockey toernooien.
De naam werd bekendgemaakt op 28 juni 2017, in voorbereiding op de EHF Euro ParaHockey Championships 2017 in Amstelveen waar beide ploegen deelnemen.
In de nationale selectie van juni 2017 zaten spelers van de G-Hockey ploegen van Wellington, Dragons, Braxgata en Victory.
De Belgium Red Giants namen in 2017 deel aan de Euro ParaHockey Championships te Amstelveen van 21 tot 23 augustus 2017 in de Trophy pool en in de Challenge pool.
Vlaamse clubs · Waalse clubs · Brusselse clubs
Gouden Stick · Biografieën Belgische hockeyers